# Taylorcraft F-21
El Taylorcraft F-21 es un avión ligero certificado de ala alta construido en Estados Unidos y desarrollado a partir de diseños anteriores de Taylorcraft.

## Desarrollo
El Taylorcraft F-21 es un avión monomotor, de ala alta y con tren de aterrizaje convencional. Fue desarrollado a partir del modelo anterior F-19 con un motor más grande de 118 hp y un certificado de tipo FAA actualizado.
Entre 1980 y 1990 se construyeron 43 ejemplares del diseño básico del F-21. Estos fueron designados F-21, F-21A y F-21B, con cambios menores en el diseño.

## Historia operacional
Un Taylorcraft F-21 de 1988 se exhibió como premio en el Stardust Casino de Las Vegas. Según el Registro de Aeronaves Civiles de Estados Unidos, 34 ejemplares F-21 estaban activos con propietarios privados en 2014, de los cuales 18 eran F-21, 3 eran F-21A y 13 eran aparatos F-21B.

## Variantes
Referencias: Simpson, 2005
F-21
Tren de aterrizaje convencional con motor Lycoming O-235-C de 118 hp. TOGW de 1500 libras. 22 construidos entre 1980 y 1985.
F-21A
F-21 con depósito de combustible del fuselaje eliminado y capacidad de combustible de 40 galones en dos depósitos alares. 6 construidos en 1982-1984.
F-21B
F-21 con 42 galones de capacidad total de combustible y 1750 libras de TOGW. Nuevos largueros de ala y revestimiento de aluminio debajo del fuselaje. 15 construidos entre 1985 y 1990.
Otro desarrollo fue el F-22:
F-22A
Tren de aterrizaje triciclo.
F-22C STOL 180
Tren de aterrizaje triciclo y motor de 180 hp, 1 construido.

## Especificaciones (F-21B)
Referencia datos: Jane's All the World's Aircraft 1988–89

### Características generales
- Tripulación: Uno (piloto)
- Capacidad: Un pasajero
- Longitud: 6,7 m (22,1 ft)
- Envergadura: 11 m (36 ft)
- Altura: 2 m (6,5 ft)
- Superficie alar: 17,1 m² (183,7 ft²)
- Perfil alar: NACA 23012
- Peso vacío: 465 kg (1024,9 lb)
- Peso máximo al despegue: 794 kg (1750 lb)
- Planta motriz: 1× motor bóxer de 4 cilindros refrigerado por aire Textron Lycoming O-235-L2C.
  - Potencia: 88 kW (121 HP; 120 CV)
- Hélices: Sensenich 72CK-O-50 bipala metálica de paso fijo
- Diámetro de la hélice: 1,83 m
- Capacidad de combustible: 160 L en total

### Rendimiento
- Velocidad nunca excedida (Vne): 237 km/h (147 MPH; 128 kt)
- Velocidad máxima operativa (Vno): 201 km/h (125 MPH; 109 kt)
- Velocidad de entrada en pérdida (Vs): 77 km/h (48 MPH; 42 kt) (motor apagado)
- Alcance: 1178 km (636 nmi; 732 mi) (al 75 % de potencia)
- Régimen de ascenso: 3,8 m/s (748 ft/min)
- Límites g: +4,4/-1,76
- Distancia de despegue para y aterrizaje desde 15 m (50 pies): 130 m

## Aeronaves relacionadas

### Desarrollos relacionados
- Taylorcraft F-19 Sportsman

### Secuencias de designación
- Secuencia Alfanumérica (interna de Taylorcraft): ← 18 - 20 - F-19 - F-21 - F-22